# 朝日温泉 (台湾)
朝日温泉（あさひおんせん）は、台湾台東県緑島南東部の帆船鼻付近に位置する温泉。

## 概要
日本統治時代には旭温泉（あさひおんせん）と呼ばれていた。戦後は日本語で同音、また太平洋に面し、日の出の方向に向いていることから、朝日温泉と命名された。
世界三大海底温泉である。世界でもわずかしかない海底温泉だが、台湾ではこのほかにも宜蘭県頭城鎮にある亀山島にも海底温泉がある。
朝日温泉の湧出場所は、潮間帯の珊瑚礁の傍らにあり、付近の海域の海水や地下水が、地底にしみこんだ後にマグマの熱で温まったものが源泉となっている。分類上は、火成岩区の温泉である。

## 泉質
朝日温泉の泉質は透明である。お湯の温度は約50℃で、湧出口の水温は90℃にも達する。pH値は7.5。硫酸塩泉に分類される。朝日温泉一帯には冷泉と温泉があり、室内温泉も設けられている。どちらも水着が必要。

## 旅行
台湾東部海岸風景管理処が3つの円形露天風呂と小型温泉SPAが設置されており、見学も入浴も有料となっている。

## アクセス
- 台東空港から飛行機あるい台東市富岡港（中国語版）からフェリーで緑島に渡り、そこから車。